# Ayrınc
Ayrınc è un comune dell'Azerbaigian situato nel distretto di Şahbuz.